# Spencer Breslin
Spencer Breslin, född 18 maj 1992 i New York, är en amerikansk skådespelare. Han var som barnskådespelare bland annat med i filmerna  Släkten är värst och Katten. Han är storebror till skådespelerskan Abigail Breslin.

## Filmografi (urval)
- 2000 – Släkten är värst
- 2003 – Katten

## Fotnoter
1. ↑  Internet Movie Database, IMDb-ID: nm0107748co0047972, läst: 16 oktober 2015.[källa från Wikidata]